# Skawinka
Die Skawinka ist ein rechter Nebenfluss der Weichsel im Süden Polens, der größte zwischen Skawa und Raba. Das Einzugsgebiet umfasst 365 Quadratkilometer. Er mündet in einer Höhe von 209 Metern bei Skawina in die Weichsel. Die wichtigsten Nebenflüsse sind: Mogiłka, Harbutówka, Głogoczówka, Włosanka, Lutówka, Rzepnik.
Nach Festlegung der polnischen Kommission für die Standardisierung der geografischen Namen außerhalb der Grenzen der Republik Polen ist die Harbutówka der Oberlauf des Flusses Skawinka bis zur Mündung der Głogoczówka, wo der Fluss den Namen Skawinka annimmt.

## Verlauf
Die Skawinka beziehungsweise Harbutówka entspringt an den Hängen der Babica in den Mittelbeskiden in einer Höhe von 560 Metern. Er fließt in nördlicher Richtung durch Harbutowice, Sułkowice, Biertowice und Krzywaczka. An der Grenze von Krzywaczka, Wola Radziszowska, Radziszów und Głogoczów vereinigt sich die Harbutówka mit der Głogoczówka (früher auch Skawinka Wschodnia – Östliche Skawinka genannt) und nimmt den Namen Skawinka an. Etwa zwei Kilometer nördlich mündet der linke Zufluss Cedronka (früher auch Skawinka Zachodnia – Westliche Skawinka).
Bis ins späte 19. Jahrhundert wurde jedoch der Lauf der Skawinka meistens anders bestimmt: Vom Ursprung im Dorf Skawinki am östlichen Abhang des Bergs Chełm in den Mittelbeskiden (603 Meter) führt ihr Lauf zunächst nördlich zwischen Leśnica im Westen und Lanckorona im Osten, dann zwischen Kalwaria Zebrzydowska am linken und Brody am rechten Ufer. Hinter Zebrzydowice ändert die Skawinka ihren Lauf nach Osten und fließt an den südlichen Rand von Przytkowice. Danach trennt sie die Dörfer Leńcze und Podolany im Norden von Zarzyce Wielkie und Zarzyce Małe im Süden. Durch Wola Radziszowska fließt sie in nordöstlicher Richtung. An ihrem Unterlauf in die nördliche Richtung durchschneidet sie zuerst Radziszów, geht an Rzozów im Osten vorbei und fließt dann durch Skawina. Am Ende mündet die Skawinka in die Weichsel genau an der heutigen Verwaltungsgrenze von Krakau, knapp drei Kilometer südlich der Abtei Tyniec.

## Geschichte

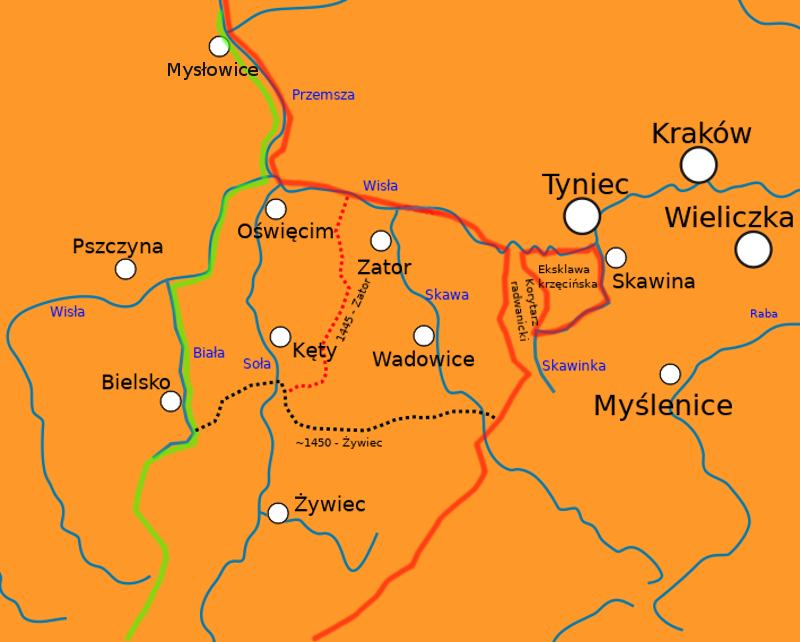
Grenzänderungen im Herzogtum Auschwitz/Zathor im Spätmittelalter:
rot – die Grenze ab 1327,
grün – nach dem Kauf von Auschwitz (1457) und Zator (1494)

Das Gebiet zwischen den Flüssen Skawa im Westen und dem traditionell verstandenen Lauf der Skawinka im Osten wurde im Jahr 1274 von Kleinpolen abgetrennt und ans Herzogtum Oppeln angeschlossen (ohne Radwanitenkorridor). Skawinka wurde zum neuen Grenzfluss zwischen Schlesien und Kleinpolen. Das Herzogtum Oppeln wurde 1281 nach dem Tod von Ladislaus I. von Oppeln geteilt. Der Teil am linken Ufer kam zum Herzogtum Auschwitz, seit 1327 unter der Lehnsherrschaft des Königreichs Böhmen. Einige Jahrzehnte später musste Kasimir der Große auf seine Rechte auf Schlesien verzichten. Diese internationale Grenze befand sich damals nur etwa 20 Kilometer von der Hauptstadt Krakau entfernt. Diese Entwicklung bedingte die Gründung der Stadt Skawina im Jahr 1368 am polnischen Ufer des Flusses. Seit 1445 gehörte das schlesische Ufer zum Herzogtum Zator; dieses wurde im Jahr 1494 an Polen verkauft und der Grenzstatus der Skawinka verlor an Bedeutung. 1564 wurden die Herzogtümer Auschwitz und Zator völlig inkorporiert und der Woiwodschaft Krakau angegliedert. Die neue staatliche Grenze verlief nun nicht zwanzig, sondern etwa achtzig Kilometer südwestlich der polnischen Hauptstadt.
Seit der Gründung der Stadt, des Klosters und des Kalvarienberg Kalwaria Zebrzydowska an der Wende vom 16. zum 17. Jahrhundert wird der etwa einen Kilometer lange Flussabschnitt auf diesem Gebiet oft als Cedron bezeichnet.
Im späte 19. Jahrhundert änderte sich die Namensgebung auf denLandkarten aufgrund bürokratischer Entscheidungen der österreichischen Kartografen deutlich, was zu den heutigen Unklarheiten führte. Die Harbutówka wurde auf den Karten in Skawinka umbenannt, während der Oberlauf vom Dorf Skawinki bis Wola Radziszowska zum Cedron wurde. Heute ist die Namensgebung vermischt; es gibt auch Karten und Reiseführer, die dem traditionellen Verlauf mit dem Ursprung in Skawinki treu bleiben.